# Une famille explosive
Pour plus de détails, voir Fiche technique et Distribution.
Une famille explosive (La gran familia) est une comédie familiale espagnole réalisée par Fernando Palacios et sortie en 1962.
Le film a connu un grand succès dans les salles de l'époque et il a été récompensé à plusieurs reprises. Son impact sur une génération d'Espagnols a été tel qu'il a donné lieu à trois suites, dont la dernière a été tournée trente-sept ans plus tard. Il est considéré comme l'une des représentations les plus fidèles de l'idéologie dominante sous le franquisme tardif (1959-1975).

## Synopsis
Carlos Alonso et Mercedes Cebrián sont les parents de quinze enfants d'âges différents. Tous vivent avec leur grand-père et dépendent du travail de Carlos, maçon au noir, qui est le seul pourvoyeur de la famille, ce qui les met dans une situation financière précaire. Ils bénéficient également du soutien de leur parrain, boulanger de profession. La vie quotidienne de la famille est racontée à travers différents épisodes : la journée complète habituelle du clan ; la première communion de deux des enfants ; les examens de fin d'année de neuf d'entre eux ; les vacances sur la Costa Daurada, période propice aux amours des différents membres du clan ; la disparition de Chencho, le fils cadet, sur la Plaza Mayor de Madrid et sa récupération ultérieure. L'arrivée du premier téléviseur servira à annoncer l'arrivée d'un nouveau fils.

## Fiche technique
- Titre français : Une famille explosive[2]
- Titre original espagnol : La gran familia[3]
- Réalisateur : Fernando Palacios
- Scénario : Pedro Masó, Antonio Vich, Rafael J. Salvia
- Photographie : Víctor Benítez, Juan Mariné (es)
- Montage : Pedro del Rey (es)
- Musique : Adolfo Waitzman (es)
- Production : Pedro Masó
- Société de production : Pedro Masó Producciones Cinematograficas
- Pays de production :  Espagne
- Langue originale : espagnol
- Format : Noir et blanc - 1,66:1 - Son mono - 35 mm
- Durée : 104 minutes
- Genre : comédie familiale
- Dates de sortie :
  - Espagne : 20 décembre 1962 (Madrid)
  - France : 11 mars 1964[2]
- Affiche : Macario Gómez Quibus (Espagne, France)

## Distribution
- Alberto Closas (es) : Carlos Alonso, le père
- Amparo Soler Leal : Mercedes Cebrián, la mère
- José Isbert : le grand-père
- José Luis López Vázquez : Juan, le parrain
- María José Alfonso : Mercedes Alonso
- Carlos Piñar (es) : Antonio Alonso
- Chonet Laurent : Luisa Alonso
- Jaime Blanch : Carlitos Alonso
- Mircha Carven : Juanito Alonso
- Francisco Martínez Ligero : Julio César, le premier jumeau
- Manuel Martínez Ligero : Octavio Augusto, le second jumeau
- Conchita Rodríguez del Valle : Carlota, la hacendosa
- Pedro Mari Sánchez (es) : Críspulo, el petardista
- Oscar Lowy : Federico Guillermo
- Carmen García : Victoria Eugenia
- Maribel Martín : Sabina
- María Jesús Balenciaga : La mellada
- Alfredo Garrido : Chencho
- Ester Romero : Ludgarda
- Paula Martel (es) : Paula, la maestra
- Tomás Picó (es) : Jorge
- Jorge Rigaud : Rey Gaspar

## Suites
- 1965 : La familia y uno más (es) de Fernando Palacios
- 1979 : La familia, bien, gracias (es) de Pedro Masó
- 1999 : La gran familia... 30 años después (es) de Pedro Masó